# سيدي امحمد
سيدي امحمد بالعاصمة الجزائرية تابعة لولاية الجزائر هي بلدية و دائرة تعتبر احد أقدم المناطق في العالم  
بلديات الدائرة سيدي امحمد: المدنية، الجزائر الوسطى و المرادية
- الرمز البريدي 16014

## جغرافيا
| الجزائر الوسطى | الجزائر الوسطى    | الجزائر الوسطى |
| الجزائر الوسطى | إسم ؟             | الجزائر الوسطى |
| بلوزداد        | المدنية، المرادية | المرادية       |

## مواضيع ذات صلة
- تاريخ ولاية الجزائر
- بلديات ولاية الجزائر
- دوائر ولاية الجزائر